# Bundesautobahn 995
La Bundesautobahn 995, abbreviata anche in A 995, è una autostrada tedesca della lunghezza di 10 km che collega il centro della città di Monaco di Baviera con il Kreuz München-Sud e le autostrade A 8 e A 99.

## Percorso
| A 995 |           |                         |      |                |                |
| Tipo  | n° uscita | Indicazione             | km   | Corrispondenze | Strada europea |
|       | 1         | Munchen Giesing         | 0,0  |                |                |
|       | 2         | Unterhaching Nord       | 1,4  |                |                |
|       | 3         | Taufkirchen West        | 4,6  |                |                |
|       | 4         | Oberhaching             | 7,2  |                |                |
|       | 5         | Sauerlach               | 9,3  |                |                |
|       | 6         | Incrocio di Munchen Sud | 10,5 |                |                |